# Forania
Forania, Decanato, Vigararia, Vicariato ou Arciprestado é o agrupamento de paróquias que tem como finalidade um melhor desenvolvimento do ministério pastoral, para o bem dos fiéis, permitindo uma melhor comunicação entre o bispo e os párocos. Na Igreja Católica Romana, o termo “decanato” é tirado do Código de Direito Canônico e cada decanato reúne certo número de paróquias. Essas regiões formam unidades pastorais lideradas por um padre moderador, o decano. É uma entidade eclesiástica existente na Igreja Católica Romana, na Igreja Anglicana e na Igreja da Noruega. 

## Histórico
A prescrição de territórios paroquiais foi suavizada pelo Concílio Vaticano II que permitiu a construção de paróquias sem a necessidade de indulto apostólico, o novo Código não impõe obrigatoriamente a divisão das dioceses em "vigararias" ou "decanatos". A comissão de reforma reconheceu que existem outras formas de coordenar a ação pastoral das diversas paróquias vizinhas.